# Zieh’ den Rucksack aus
Zieh’ den Rucksack aus ist ein Lied der deutschen Rapper Kollegah und Farid Bang, das im September 2017 als Single erschien.

## Hintergrund
Am 28. September 2017 veröffentlichten Kollegah und Farid Bang mit Sturmmaske auf (Intro) die erste Singleauskopplung ihres dritten Kollaboalbums Jung Brutal Gutaussehend 3. Zeitgleich erschien ein Teaser zum Lied Zieh’ den Rucksack aus, welches am 30. September auf dem YouTube-Kanal von Banger Musik erschien. Zieh’ den Rucksack aus ist zwar stark in die Promophase des Albums eingebunden, jedoch selbst nicht auf dem Album vertreten. Das Lied wurde von Marcel Uhde (Juh-Dee) produziert, der mit den beiden Interpreten auch für den Schreibprozess verantwortlich war. Beim zugehörigen Musikvideo führte Bilal Hadzic Regie. Auf YouTube hat das Musikvideo zum Lied bereits mehr als 25,9 Mio. Aufrufe (Stand: Juni 2023). Auf Spotify erzielt das Lied über 52 Millionen Aufrufe.
Das Lied wurde zunächst nur als Single veröffentlicht, ist aber auch auf der am 10. August 2018 erschienenen Nafri Trap EP enthalten.

## Inhalt
In Zieh’ den Rucksack aus parodieren und verspotten Kollegah und Farid Bang die heutige Rapszene, die vom Auto-Tune und Afrotrap geprägt sei. Außerdem werden Rapper parodiert, die die genannten Stilmittel benutzen, darunter die KMN Gang.

## Namensgebung
Zieh’ den Rucksack aus ist eine Hommage an den Song 4 Elemente aus ihrem zweiten Kollaboalbum Jung, brutal, gutaussehend 2 (2013). Im Präludium von 4 Elemente verwendeten die beiden die Zeile „Zieh den Rucksack aus, wenn du mit mir redest“. Die Anspielung bezieht sich auf Backpackrapper.

## Chartplatzierungen
Zieh’ den Rucksack aus stieg auf Position 4 in die deutschen Singlecharts ein und konnte sich insgesamt 15 Wochen in den Top 100 halten. In Österreich schaffte es die Single auf Platz 12 und in der Schweizer Hitparade auf Platz 35.
| ChartsChartplatzierungen | Höchstplatzierung | Wochen |
| ------------------------ | ----------------- | ------ |
| Deutschland (GfK)        | 4 (15 Wo.)        | 15     |
| Österreich (Ö3)          | 12 (9 Wo.)        | 9      |
| Schweiz (IFPI)           | 35 (2 Wo.)        | 2      |